# 총순
총순은 조선시대 후에 경무청에 두었던 관직 중 하나이다. 26대 고종32(1895)년에 종래의 포도청을 경무청으로 고치고 설치한 기관이다. 관직감옥서장 다음이, 30명 이하의 정원을 두었다.